# Salif Diao
Salif Diao (Kedougou, Senegal, 10 de febrero de 1977) es un exfutbolista senegalés. Jugaba de centrocampista y su último equipo fue el Stoke City de la Premier League de Inglaterra.

## Carrera
Diao nació en Kédougou, región de Tambacounda. Comenzó su carrera en su país natal antes de trasladarse a Francia en la edad de diecisiete años. Jugó para AS Mónaco y ganó la Liga Francesa con ellos en la temporada 1999-2000. También ganó una medalla de subcampeón de 2002 en la Copa Africana de Naciones, donde Senegal perdió en tiempo suplementario a Camerún.
Liverpool
Fue firmado por el exgerente de Liverpool Gérard Houllier del club francés CS Sedan Ardennes de 5 millones de libras esterlinas (€ 7.5m), después de ver la impresionante varios scouts con sus actuaciones en la Copa Mundial del 2002 en Corea del Sur y Japón. Senegal ayudó a llegar a los cuartos de final, la mayor puntuación en particular en un memorable gol contra Dinamarca en la primera vuelta, aunque posteriormente fue rojos cardar.
En el club, que tendían a ser utilizados fuera de posición por Houllier, a menudo desempeñan en pleno centro de la espalda o la espalda y como resultado nunca tuvo la oportunidad de demostrar si era capaz de desempeñar un papel central para el mediocampo del club, aunque las pruebas sugería que era algo fuera de su fondo en este gran club. Marcó un total de tres goles, sólo uno procedente de la liga, contra el Leeds United en 2002. Tanto él como compatriota El-Hadji Diouf, que firmó al mismo tiempo, se considera ahora un fallo en Liverpool, a pesar de los altos espera para después de la Copa del Mundo. [editar]
Diao se jugó en su posición correcta por Rafa Benítez, pero muestra varios pobres lo vieron desplazadas por Xabi Alonso en particular después de un 4a-2.ª ganar en Fulham. Liverpool, 2-0 cuando fue sustituido Diao, había sido la culpa de uno de los objetivos, mientras que Fulham anotó un extraño intento de nuevo el talón. A pesar de no haber ofrecido durante meses Diao estuvo presente en Estambul, cuando el Liverpool ganó la Liga de Campeones en 2005. Algunos aficionados de Liverpool expresó su descontento por Diao está a la vanguardia de un montón de fotos y la celebración de la celebración de la copa a pesar de que no aporta nada para el éxito. Fue durante esta temporada (2004-5) que Diao anotó su último gol contra Millwall en la Carling Cup, y jugó su último partido de Liverpool en Norwich en enero.
En enero de 2005 tomó la ciudad de Birmingham Diao, que habían luchado para hacer el primer equipo del Liverpool, en préstamo por el resto de la temporada, pero tenía su encanto en Birmingham por lesión terminó casi de inmediato. La llegada de Rafael Benítez (y especialmente la firma de sus compañeros de centrocampista defensivo Mohamed Sissoko), marcó el final de su carrera Liverpool. Irónicamente, mientras que Sissoko ha sido la marca de "nuevo Vieira" de Benítez, Diao había recibido esta misma etiqueta de Houllier a su llegada a Liverpool.
Diao no se expidió por una escuadra de Liverpool número de la temporada 2005/06, con el # 15 que se está dando a la firma de nuevo Peter Crouch. Se incorporó a Portsmouth en agosto de 2005, sobre una larga temporada de préstamo, pero pasó la mayor parte de la temporada de heridos. Al final de la temporada de Pompeyo gerente Harry Redknapp decidió no aceptar la opción de firmar permanentemente a causa de su propensión a las lesiones.
En julio de 2006 Diao se tomó el juicio por parte Premiership Charlton Athletic. Según se informa, no un médico en el club, [cita necesaria] poniendo así fin a sus posibilidades de firmar. El 10 de octubre de 2006 se unió a Diao Stoke City el préstamo. Él ha sido un jugador de Stoke, con el equipo en conjunto, y ha sido considerada por algunos aficionados a jugar como Claude Makélélé, ralentizando el ritmo y la velocidad del juego. Se cree que el renacimiento de la ciudad de Stoke esta temporada fue en gran parte debido a la trabajadora Salif actuaciones. El 25 de enero de 2007, su contrato en Stoke fue prorrogado hasta el final de la temporada y fue cedido definitivamente de Liverpool [2].
Stoke City
Él firmó para Stoke permanentemente en un año y medio en tratar de diciembre de 2007.
Diao recientemente en algunas ejecuciones de Stoke clase incluye juegos contra el ex club de Liverpool y el hombre del partido contra el Chelsea y actuaciones Sunderland.

## Selección nacional
Ha sido internacional con la Selección de fútbol de Senegal en 39 partidos, marcando 4 goles.

### Participaciones en Copas del Mundo
| Mundial                        | Sede                  | Resultado        | PJ | G |
| ------------------------------ | --------------------- | ---------------- | -- | - |
| Copa Mundial de Fútbol de 2002 | Corea del Sur y Japón | Cuartos de final | 3  | 1 |

## Clubes
| Club            | País       | Año         |
| --------------- | ---------- | ----------- |
| SAS Épinal      | Francia    | 1996 - 1997 |
| AS Mónaco       | Francia    | 1997 - 2000 |
| Sedan           | Francia    | 2000 - 2002 |
| Liverpool FC    | Inglaterra | 2002 - 2005 |
| Birmingham City | Inglaterra | 2005        |
| Portsmouth FC   | Inglaterra | 2005 - 2006 |
| Stoke City      | Inglaterra | 2006 - 2012 |